# 마주희 (1965년)
마주희(馬州希, 1965년 4월 21일 ~ )은 대한민국의 제8대 경상북도 구미시의원이었다.

## 학력
- 금오공과대학교 산업대학원 석사과정 3학기 재학중

## 경력
- 경북 구미시·칠곡군 축산농협 이사
- (사)순천향 구미병원 햇살아이 이사
- 구미소방서 소방행정 자문위원 부단장
- 형곡고등학교 학교폭력대책자문위원 자문위원
- 구미시 테니스협회 부회장
- 여성농업 경영인 구미시 구미동 회장
- 전국한우협회 구미시지부 부지부장
- 더불어민주당 경북도당 구미시 갑 농어민위원회 위원장
- 더불어민주당 경북도당 도·농 상생특별위원회 위원장
- 2018.07 ~ 2018.10 제8대 경상북도 구미시의회 의원
- 2018.07 ~ 2018.10 제8대 경상북도 구미시의회 전반기 산업건설위원회 위원
- 2018.07 ~ 2018.10 제8대 경상북도 구미시의회 전반기 의회운영위원회 위원
- 2018.10.31 의원직 사퇴

## 공직선거법 위반
구미시의회 더불어민주당 마주희 의원이 의원직을 사퇴했다. 마주희 전 의원은 지난 6.13 지방선거 비례대표 후보 선출과정에서 금품을 제공한 혐의로 입건된 뒤 시민·사회단체로부터 사퇴 압박을 받아 왔다. 구미시의원은 23명에서 22명으로, 더불어민주당 시의원은 9명에서 8명으로 줄었다. 더불어민주당은 비례대표 3번 후보를 지정하지 않아 마주희 의원이 사퇴한 구미시의원 자리는 다음 지방선거까지 공석으로 남게 됐다.

## 역대 선거 결과
| 실시년도 | 선거      | 대수 | 직책   | 선거구      | 정당         | 득표수    | 득표율          | 순위         | 당락 | 비고           |
| -------- | --------- | ---- | ------ | ----------- | ------------ | --------- | --------------- | ------------ | ---- | -------------- |
| 2018년   | 지방 선거 | 8대  | 시의원 | 경북 구미시 | 더불어민주당 | 78,129 표 | \| \| 43.33% \| | 비례대표 1번 |      | 초선, 민선 7기 |
|          | 43.33%    |      |        |             |              |           |                 |              |      |                |